# Alternativa Democràtica (Malta)
Alternativa Democratica (maltès Alternattiva Demokratika, AD) és un partit polític maltès d'orientació ecologista, i encara sense representació parlamentària. Es va fundar el 1989 quan l'ex president del Partit Laborista Toni Abela i l'ex diputat del Parlament Wenzu Mintoff es va unir a un grup d'activistes del medi ambient per formar un nou partit polític. Abela i Mintoff havien renunciat als seus escons en protesta per la presència de certs elements en el Partit Laborista implicats en casos de violència política i corrupció. Per això Mintoff i Abela van ser expulsats del Partit Laborista. Mintoff va retenir el seu escó al Parlament i, entre 1989 i 1992 va ser de fet un diputat del nou partit, així com el seu primer President.
Alternativa Democràtica es va presentar per primer cop a les eleccions legislatives malteses de 1992, on va obtenir 1,69% dels vots (el seu millor resultat fins ara en una elecció general) i cap escó. A les eleccions de 1996 i 1998 la quota de vot del Partit va reduir. Després del resultat de 1998, Abela i Mintoff dimitiren i va tornar al Partit Laborista. Abela fou nomenat Cap Adjunt del Partit Laborista el 2008. Harry Vassallo substituí Mintoff com a President del Partit.
El 2003 va fer campanya a votar Sí a la Unió Europea, però això no va fer baixar la tendència a la baixa dels vots, i a les eleccions legislatives malteses de 2003 només va obtenir el 0,7%. Nogensmenys, a les eleccions europees de 2004 va obtenir un sorprenent 9,33% dels vots i el seu cap Arnold Cassola va estar a punt d'obtenir l'escó.
A les eleccions legislatives malteses de 2008, el partit va augmentar a l'1,31%, però sense escons. Després del resultat Vassallo va dimitir com a president i va ser substituït per Cassola. Alternativa Democràtica té una seu a cada un dels consells locals d'Attard, Sliema i Sannat.

## Caps del partit
- Wenzu Mintoff 1989-1998
- Harry Vassallo 1998-2008
- Arnold Cassola 2008-2009
- Michael Briguglio 2009-2013
- Arnold Cassola 2013-